# Xenofrea hovorei
Xenofrea hovorei là một loài bọ cánh cứng trong họ Cerambycidae.